# Elisenda Fábregas
Elisenda Fábregas (Terrassa, 30 de juliol de 1955) és una pianista i compositora catalana.
Va estudiar piano al Conservatori de Barcelona fins al 1978, quan va traslladar-se als Estats Units, on va seguir estudiant amb professors com Beveridge Webster o Samuel Sanders. El 1983 va debutar al Carnegie Hall.
Ha obtingut doctorats per la Universitat de Colúmbia, l'Institut Peabody i la Universitat Johns Hopkins. Com a pianista ha treballat als Estats Units, Anglaterra, al Japó o la Xina; i ha versionat obres de Federico García Lorca, Antonio Machado, Josep Carner o Joan Maragall. El 2015 va anar a viure a Corea del Sud com a professora convidada per la Universitat Kyung Hee.